# Samuel Studer
Pour les articles homonymes, voir Studer.
Samuel Studer (Berne, 18 novembre 1757 - Berne, 21 août 1834) est un scientifique et chercheur bernois.
Il se fit connaître en 1814 lors d'une visite en Suisse en affirmant que le tatzelworm, un monstre qui hantait les gorges de l'Aar, existait bel et bien. Il essaya longtemps d'apporter des preuves scientifiques, mais il n'y parvint pas, et sa crédibilité fut gravement entachée. L'excitation concernant l'affaire du tatzelworm retomba ensuite peu à peu.